# Pilar Civera
Pilar Civera (Madrid) es una actriz española con una larga trayectoria como actriz teatral. Durante el 2020 colaboró con la dramaturga Pilar Ávila en un trabajo de investigación sobre La casa de Bernarda Alba de Federico García Lorca que se formalizó en la obra dramática Bernarda y Poncia, representada por primera vez en febrero de 2021, y en la que interpreta el papel de Poncia.

## Trayectoria
Civera se formó en varias escuelas de arte dramático en Madrid y Estados Unidos y realizó cursos de escritura creativa. Trabaja como actriz desde 1977, y en la docencia como profesora de teatro para niños. En 1982 viajó a Estados Unidos y realizó recitales en Nueva York sobre la obra de Federico García Lorca. Entre 1983 a 1991 viajó a Latinoamérica realizando una gira con varias obras del teatro clásico español como la vida es sueño y el alcalde de Zalamea, de Calderón de la Barca, obras de Miguel Delibes como Cinco horas con Mario, obras de teatro infantil como La tierra de jauja, así como recitales lorquianos como los realizados en Nueva York con textos de García Lorca.
Ha trabajado con diversas compañías e interpretado en múltiples espacios teatrales a lo largo de su carrera. Colabora en la sala Estudio 2 dirigida por Manuel Galiana.
Durante la pandemia del COVID-19 en el año 2020 investigó la obra la casa de Bernarda Alba de Federico García Lorca con la dramaturga Pilar Ávila. El fruto de ese trabajo de introspección en los personajes costumbristas lorquianos de la España profunda se estructuró en la obra Bernarda y Poncia (Silencio, nadie diga nada), en la que interpreta a Poncia en los montajes realizados en febrero de 2021 en el teatro la Encina y en julio de 2021 en el teatro Lara, dirigidos por Manuel Galiana.